# Dynamite (1929)
Dynamite é um filme norte-americano de 1929, do gênero drama, dirigido por Cecil B. DeMille e estrelado por Conrad Nagel e Kay Johnson.
Primeiro filme sonoro de DeMille e sua primeira produção na MGM, Dinamite foi um grande sucesso e abriu caminho para sua realização seguinte, Madam Satan.

## Sinopse
Cynthia Crothers precisa arranjar um casamento logo, senão perde a herança. O namorado Roger recusa o compromisso, então Cynthia casa-se com Hagon Derk, minerador condenado à morte por um assassinato. Ela pensa que, milionária e com o marido morto, não seria difícil reconquistar seu grande amor, Roger. Porém, acontece o inesperado: no último minuto, o verdadeiro assassino aparece e Hagon é perdoado. Cynthia tenta livrar-se dele humilhando-o aqui e ali, mas acabam por se apaixonar um pelo outro. Daí, o oportunista Roger volta e os três se veem presos numa mina prestes a ser explodida.

## Premiações
| Patrocinador                                  | Prêmio | Categoria              | Situação |
| --------------------------------------------- | ------ | ---------------------- | -------- |
| Academia de Artes e Ciências Cinematográficas | Oscar  | Melhor Direção de Arte | Indicado |

## Elenco
| Ator/Atriz       | Personagem       |
| ---------------- | ---------------- |
| Conrad Nagel     | Roger Towne      |
| Kay Johnson      | Cynthia Crothers |
| Charles Bickford | Hagon Derk       |
| Julia Faye       | Marcia Towne     |
| Joel McCrea      | Marco            |
| Muriel McCormac  | Katie Derk       |